# Seeshaupt (hajó, 2012)

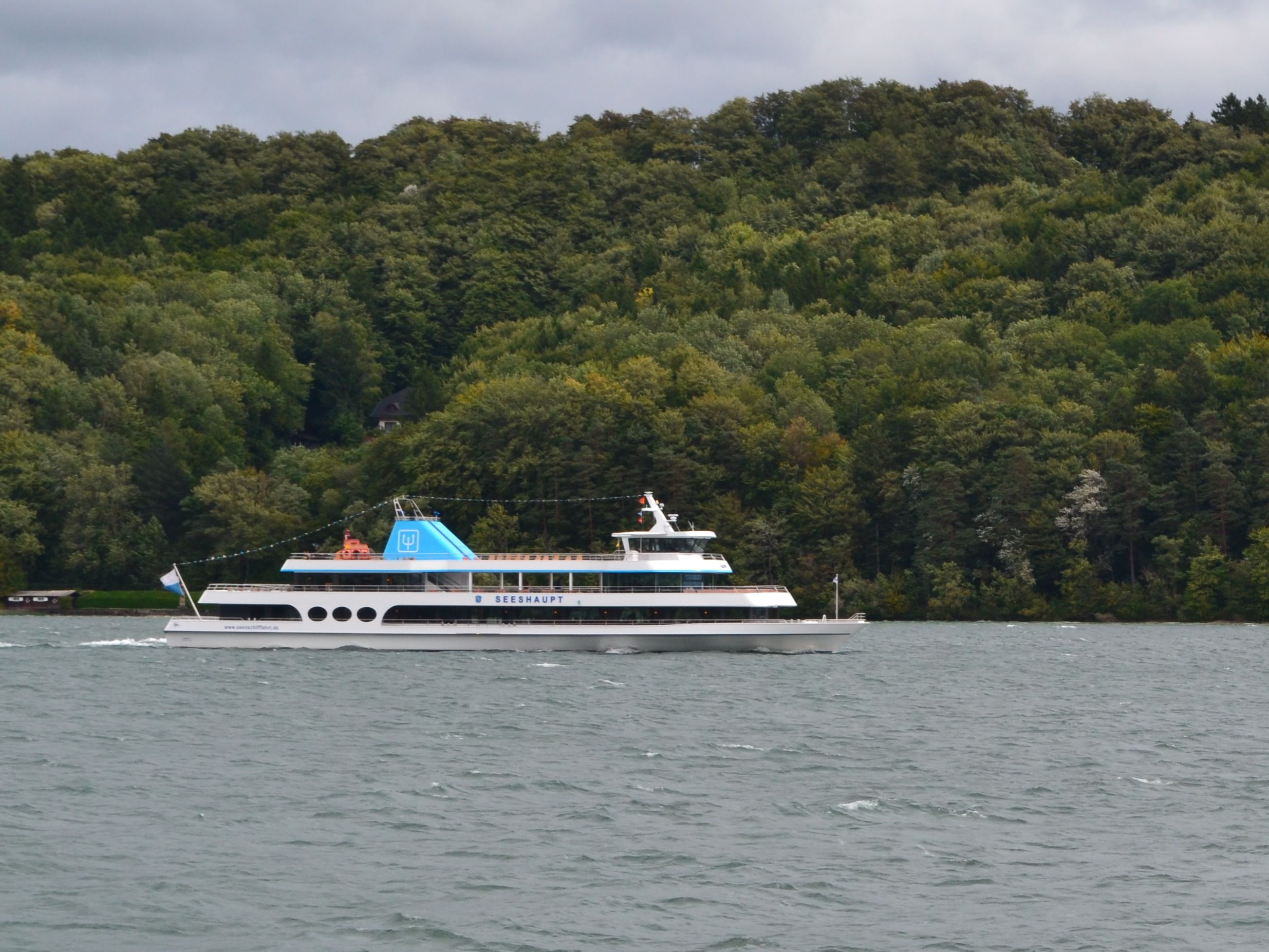
A Seeshaupt 2013-ban

A Seeshaupt egy 800 férőhelyes sétahajó, mely a Starnbergi-tón közlekedik. A hajó a korábbi, 1955-ben vízre bocsátott, szintén Seeshaupt nevű hajót váltotta le. A hajó nevéről szavazással döntöttek, 57% szavazott a Seeshaupt-ra, 30% a Possenhofenre és 13% a Tutzing névre. A hajót a Lux-Werft nevű hajógyár építette 6,5 millió euróért.
A hajón étterem, gyerekeknek játszótér, bár, mellékhelyiségek és lift is található.

## Története
A 2012. februári vízre bocsátást követően a hajót a Rajnán fekvő Mondorfból a Karlsruhe melletti Wörthbe vontatták, ahol a hajó hosszában kettévágták, és mélyrakodókon az autópályán keresztül a 300 km-re lévő Starnbergbe szállították. Ott a hajótestet újra összerakták, és elvégezték a végső felszerelést.
Két héttel a keresztelője után, 2012. július 27-én a Seeshaupt, amely akkor nem szállított utasokat, egy tolatási manőver során a starnbergi Undosa étterem teraszos mólójának ütközött. Öt vendég könnyebben megsérült. A hajót ideiglenesen kivonták a forgalomból. Az illetékes ügyészség műszaki szakértői véleményt rendelt el, mivel műszaki hiba lehetett a baleset oka. A hajótársaság ügyvezető igazgatója, Walter Stürzl szerint a baleset okozójának a kapitányt találták, aki "túl későn vette észre, hogy a motorok ki voltak kapcsolva, és ezért nem lehetett előrefelé haladni".